# Záhradné
Záhradné (in ungherese Szedikert) è un comune della Slovacchia facente parte del distretto di Prešov, nella regione omonima.